# Mitjans de comunicació de Guinea Equatorial
Els mitjans de comunicació en Guinea Equatorial són principalment dirigits per l'estat. Ràdio i Televisió Asonga (veure més a baix) no estan oficialment a càrrec de l'estat, sinó són administrats per persones properes a l'administració.

## Telecomunicacions
En telecomunicacions, d'acord amb l'African Statistical Yearbook 2012, el país tenia en 2010 19,3 línies fixes per cada 1.000 habitants, i 570,1 de mòbils. Internet Usage Statistics for Africa oferia una xifra de 14.400 usuaris d'Internet en 2010, un 2,2% de la població, encara que sembla massa conservadora. El principal problema per a les comunicacions era la falta de sortida exterior a Internet per fibra òptica però amb la posada en servei del cable transafricà ACE en 2013, s'espera que millorin substancialment les comunicacions tant dins del país com amb l'exterior.
Actualment hi ha tres operadors de telecomunicacions mòbils (Getesa – Orange, Gecomsa i Hits Telecom), un operador de telefonia fixa (Getesa – Orange), i diversos proveïdors de serveis d'Internet (IPX, Guineanet, Gecomsa, Getesa – Orange)

## Premsa
Els periòdics, publicats en castellà són:
- El Tiempo
- La Opinión
- La Gaceta
- El Ébano
- La Verdad
- La voz del pueblo

## Ràdio
A part de Radio Nacional de Guinea Ecuatorial, hi ha quatre estacions estatals de ràdio que en són les diferents connexions:
- Radio Malabo
- Radio Bati
- Voz de Centro Sur
- Voz de Kie Ntem

Hi ha una estació de ràdio dirigida pel fill del president: Radio Asonga.

## Televisió
Hi ha dues estacions estatals de televisió, una a Malabo i uns altres en Bata. La més important és Televisión de Guinea Ecuatorial (TVGE) Endemés Asonga TV emet des de Malabo.

## Llibertat d'expressió
Encara que la Constitució de Guinea Equatorial ofereix llibertat d'expressió i la llibertat de premsa, en la pràctica existeixen denúncies que es restringeix severament les llibertats, bàsicament la censura s'aplica sobre totes les crítiques al govern del president Teodoro Obiang Nguema i les forces de seguretat. L'accés a algunes publicacions estrangeres és limitat.